# 493
493 је била проста година.

## Догађаји
- Изауријски рат: Римљани су опседали и заузели Клаудиопољ, древни град Кападокије. Исауријани блокирају планинске пролазе, али Јован Грбави је однео убедљиву победу против побуњеника.
- 25. фебруар – Одоакар предаје Равену након трогодишње опсаде и пристаје на мир са Теодорихом Великим, који стално учвршћује своју власт и обезбеђује сигурност за локално становништво. Његово достигнуће је да управља трансформацијом Италије из центра расцепканог Римског царства у успешно и независно Остроготско краљевство.
- Оноулфа, Одоакровог брата, убијају стрелци током опсаде Равене док су тражили уточиште у цркви.
- 15. март – Одоакар је позван на прославу организовану у циљу прославе мировног споразума. Током свечаности, Одоакра убија Теодорик Велики. Његово тело је вешто исечено на пола пред очима његових гостију. Следи масакр Одоакарових војника и присталица.
- Теодорик Велики се удружује са Францима и жени се Аудофледом, сестром Хлодовеха I. Такође жени своје рођаке за принчеве или краљеве Бургунда, Вандала и Визигота, успостављајући политички савез са германским краљевствима на Западу.
- Хлодовех I се жени бургундском принцезом Клотилдом, 18 година; васпитана је у хришћанској вери и ћерка је краља Хилперика II. Њеног оца је исте године убио његов брат Гундобад.
- Цар Ксиао Вен Ди почиње да усваја политику синицизације као и разне реформе. Ожени се Фенг Ћинг, која постаје царица династије Северни Веј.

## Смрти
- 15. март — Одоакар, варварски војсковођа и први варварски краљ Италије, човек који је 476. године срушио Западно римско царство.